# 레제프 메이다니
레제프 케말 메이다니(Rexhep Qemal Meidani, 1944년 8월 17일~ )는 알바니아의 제3대 대통령이다.
| 전임 살리 베리샤 | 알바니아의 대통령 1997년 ~ 2002년 | 후임 알프레드 모이시우 |